# Miyuki Hatoyama
Pour les articles homonymes, voir Hatoyama.
Miyuki Hatoyama (鳩山 幸, Hatoyama Miyuki), née le 28 juin 1943, est l'épouse de l'ancien Premier ministre du Japon Yukio Hatoyama. Actrice de profession, elle se décrit elle-même comme « curieuse en permanence » et « compositrice de vie » qui poursuit une variété d'intérêts comme le stylisme, l'architecture d’intérieur ou l'écriture de livre de cuisine.
Lors de sa nomination comme Premier ministre, Yukio Hatoyama crédite Miyuki de son succès professionnel et loue son enthousiasme. Il indique qu'elle prendrait un rôle exceptionnellement important pour une femme de Premier ministre japonais pendant son administration.

## Biographie
Hatoyama est née en 1943 à Shanghai de parents chrétiens alors que la ville est sous occupation japonaise durant la Seconde Guerre mondiale. Elle grandit au Japon dans la ville de Kobe.
Hatoyama est actrice dans la revue Takarazuka dans les années 1960. Elle quitte la troupe et sa carrière sur scène dans sa vingtaine et part aux États-Unis.
Hatoyama a écrit de nombreux livres de cuisine comme Nourriture spirituelle sur les recettes macrobiotiques hawaïennes mais également sur d'autres thèmes comme Les Très étranges choses que j'ai rencontré dans lequel elle écrit « Pendant que mon corps dormait, je pense que mon âme est montée dans un triangle noir extraterrestre et partie pour Vénus... C'était un très bel endroit, très vert, ». Elle écrit que son ex-mari lui avait que c'était « probablement juste un rêve » mais que Yukio aurait « sûrement dit : Oh, c'est génial, ».
Miyuki rencontre son futur époux Yukio Hatoyama à San Francisco en Californie alors qu'il est étudiant à l'université Stanford. Ils se marient en 1975 après le divorce de Miyuki d'avec son précédent mari, un restaurateur. Le couple a un fils, Kiichiro, qui est actuellement chercheur en ingénierie et étudiant en Russie.

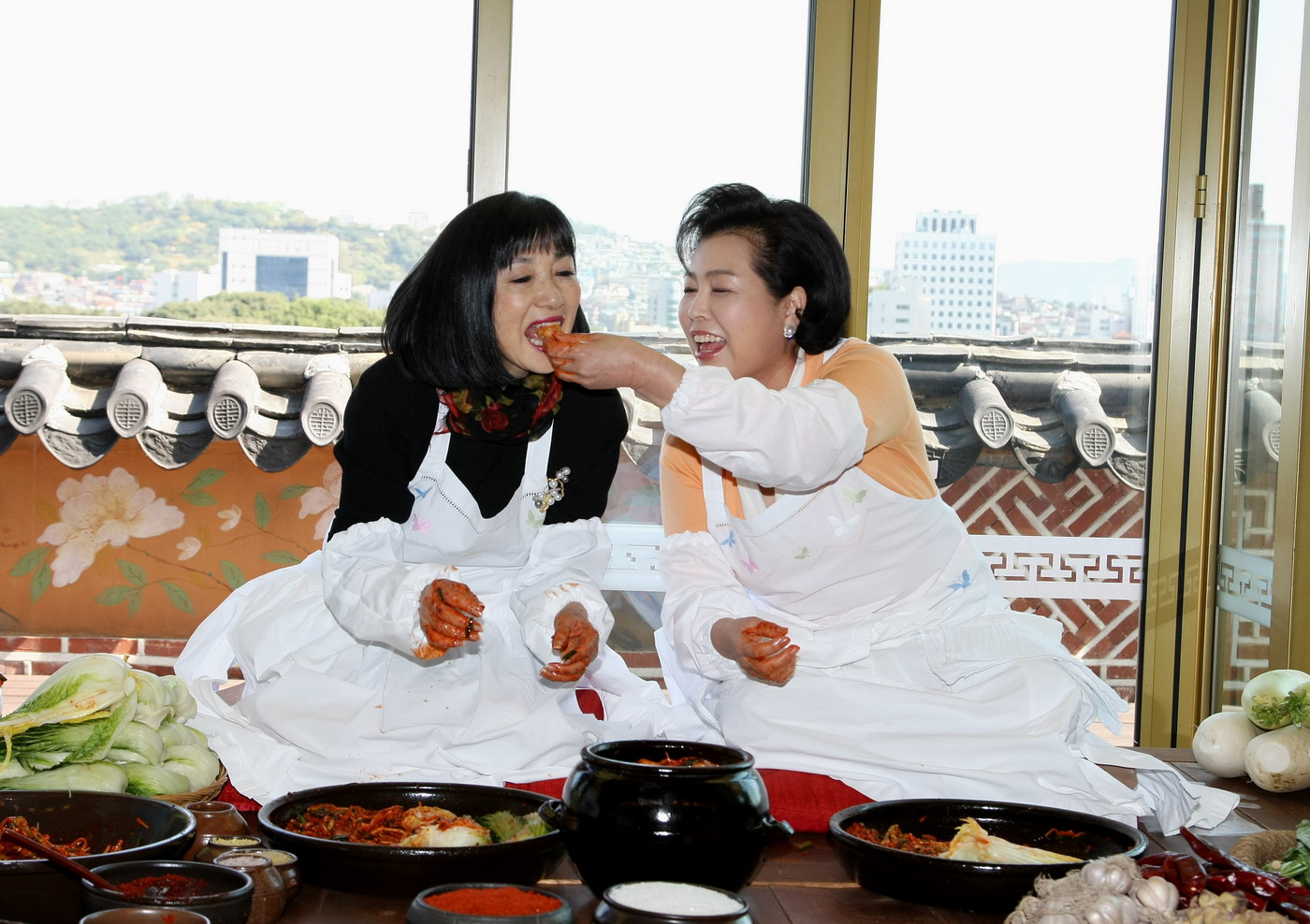
La Première dame de Corée du Sud Kim Yoon-ok servant un kimchi à Miyuki Hatoyama.

Hatoyama apparaît souvent dans les émissions de talk-show japonais, discutant de divers sujets comme la nourriture, la religion ou la politique,. Elle énumère ses intérêts comme étant la culture de légumes, la poterie et la création d’œuvres-d'art en vitraux. Elle apparaît dans une de ces émissions avec une chemise fabriquée en sacs de café qu'elle a acheté à Hawaï. Dans une autre, elle prétend qu'elle a connu Tom Cruise dans une vie antérieure – où il était Japonais – et est maintenant impatiente de faire un film d'Hollywood avec lui. « Je crois qu'il accepterait si je lui disais « Ça fait longtemps qu'on ne s'est pas vu » quand nous nous rencontrons ». Elle prétend également « manger le soleil » chaque jour pour gagner de l'énergie et que son âme a été sur Vénus alors que son corps était endormi, ».
Grande armatrice de culture pop coréenne hallyu, Hatoyama mentionne souvent son amour de la culture coréenne, particulièrement des dramas TV et de la cuisine. Elle a même déclaré que son apparence juvénile peut être attribuée au fait de regarder des dramas sud-coréens et prétend manger des kimchis tous les jours avec son mari. Certains ont commenté que son enthousiasme pour la Corée a contribué à améliorer les relations entre la Corée du Sud et le Japon. Quand Hatoyama a visité le pays avec son mari lors d'une visite d'État officielle en octobre 2009, elle a reçu des applaudissements de la foule quand elle marchait dans le quartier d'Insadong à Séoul.
Elle sert de styliste en chef et coordinatrice d'image de son mari pendant sa carrière politique et sa campagne aux élections législatives japonaises de 2009. Il décidait de ce que son mari portait pour les événements publics et de ses styles de coiffure.